# Pulsnitz (rivière)
Le Pulsnitz est un affluent de la rive gauche de l’Elster Noire dans les Länder de Saxe et du Brandebourg. Il prend sa source à Ohorn sur le versant ouest du Tanneberg et traverse les villes de Pulsnitz, Königsbrück, Ortrand et Elsterwerda.

## Géographie
Sa véritable source se trouve dans la cave d’un bâtiment résidentiel en dessous de laquelle un étang absorbe l’eau de source. Au niveau de l’embouchure, un panneau indique  «Pulsnitzquelle VMI (de) 1976 » (« Source du Pulsnitz, action d'initiative citoyenne, 1976 »). Le Pulsnitz coule sous le vieux centre de la commune d’Ohorn (Allemagne) et ne refait surface que quelque 900 mètres plus loin au sud-ouest et environ 50 mètres en contrebas, au bord d’une terre assolée.
Il traverse ensuite le site naturel protégé Königsbrücker Heide où se trouvait entre 1906 et 1992 le terrain d'entraînement de Königsbrück et jusqu’en 1938 le bourg de Krakau an der Pulsnitz. Après le passage de la vallée de Schraden commençant avec la ville d’Ortrand, il se jette dans l’Elster Noire au niveau de la zone urbaine d’Elsterwerda. quelque cent mètres plus haut, le canal navigable d’Elsterwerda-Grödel, créé au XVIIIe siècle, fait la jonction entre Elsterwerda et la ville de Grödel située au bord de l’Elbe.
À l’origine, c’est-à-dire jusqu’à l’aménagement du nouveau canal de Pulsnitz au XVIe siècle, l’embouchure se situait en dessous du village de Tettau. Ce cours d'eau, appelé le Grenzpulsnitz, marquait autrefois la frontière nationale entre la Marche de Misnie et la Haute Lusace, que quelques lieux-dits évoquent cependant encore aujourd’hui. Plusieurs colonies se sont installées de part et d’autre du fleuve, mais la partie se trouvant sur la rive ouest était souvent considérée comme le côté de la Misnie et la partie ouest comme le côté de la Haute Lusace, ou plus exactement le côté de la Bohême.
Le cours supérieur ainsi que la quasi-totalité de la Tiefental saxonne du Pulsnitz, petit fleuve non-artificiel, sont aujourd’hui considérés comme des réserves naturelles. En raison de la rectification partielle du cours du Pulsnitz et de son affluent, le Haselbach (de), le débit et le charriage du fleuve ont augmenté en amont de celui-ci. Les huitres perlières d'eau douce, crustacés rares qui colonisaient jadis Königsbrück, ont fini par s’éteindre, ensevelies sous le sable. Le niveau élevé de pollution du Pulsnitz provoqué par les eaux usées des maisons et de l’industrie textile a diminué à la suite de la réunification grâce à la mise en place de stations d’épuration municipales et au déclin de l’industrie dans les Länder d’Allemagne de l’Est.

## Galerie

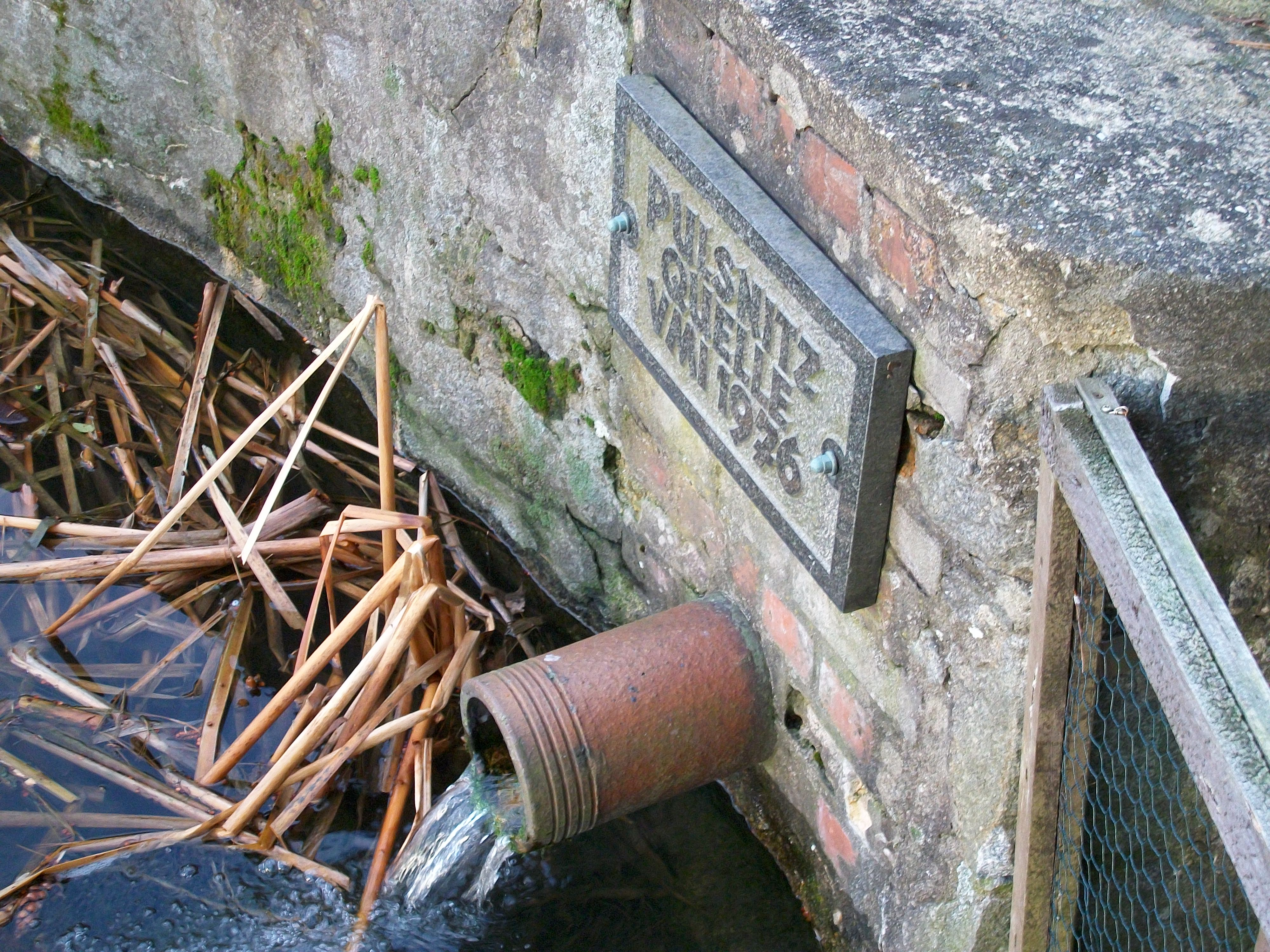
La source à Ohorn
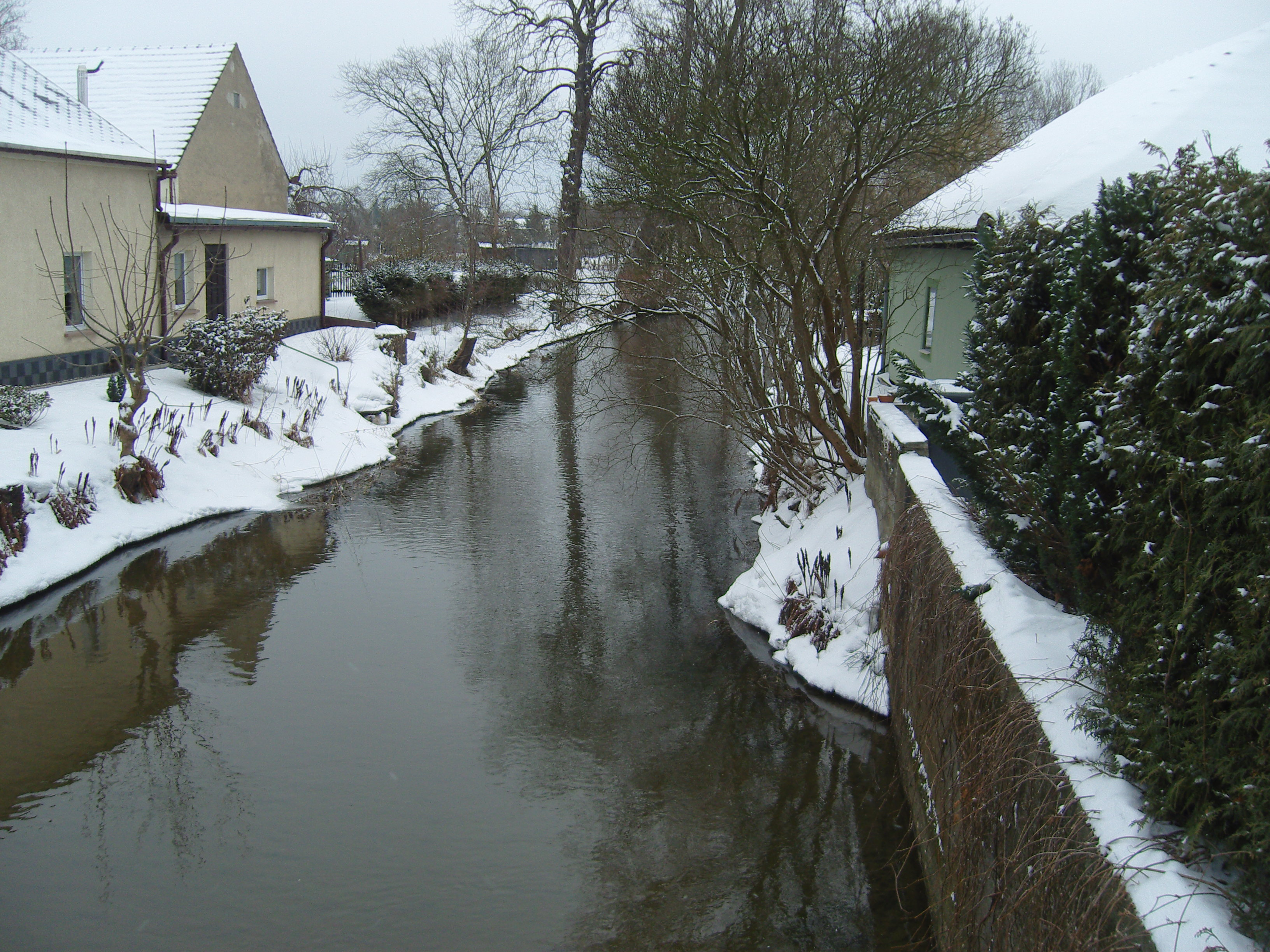
Le Pulsnitz à Ortrand
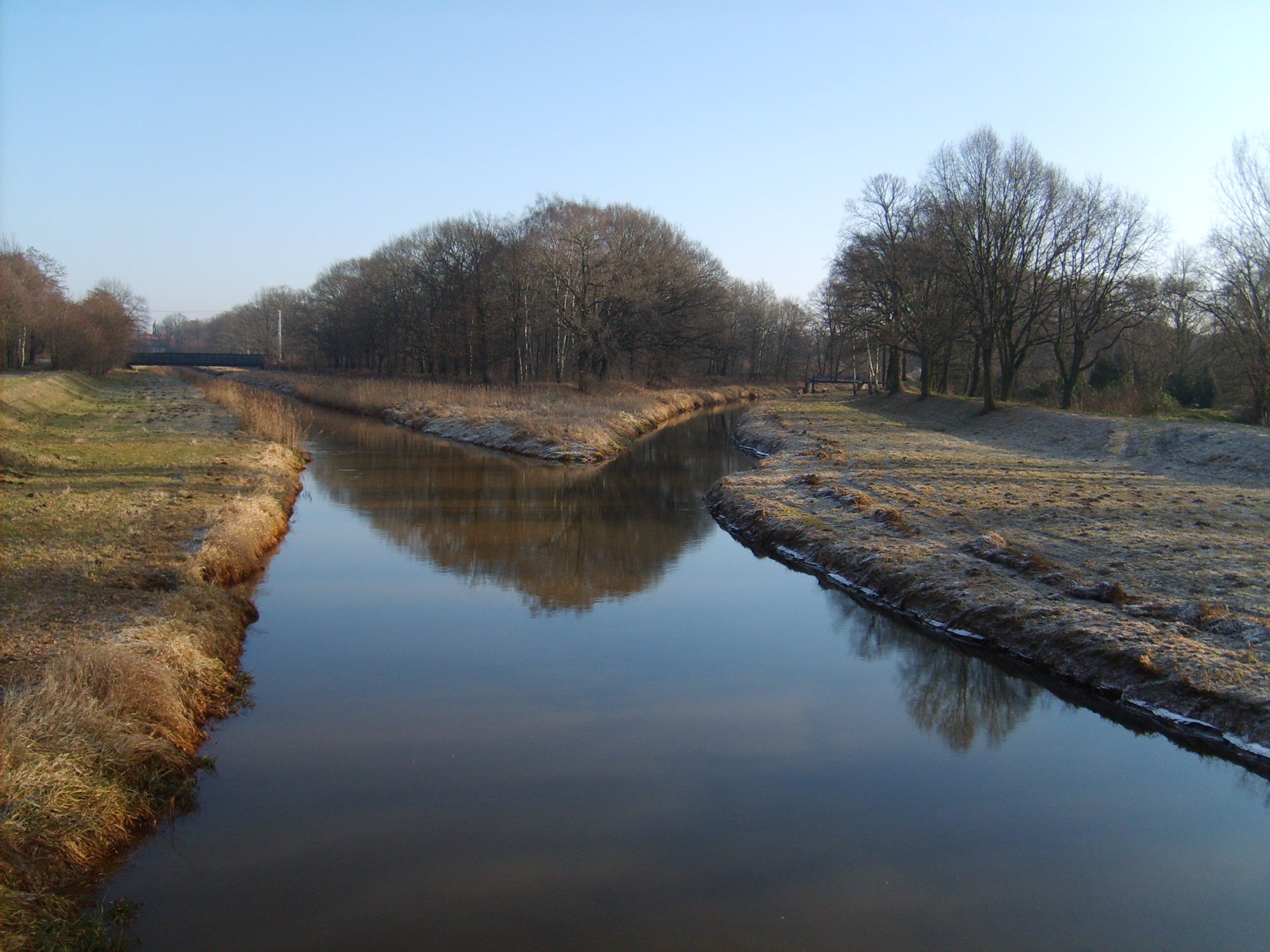
L'embouchure dans l'Elster Noire à Elsterwerda